# 2-Nonenal
2-Nonenal ist eine chemische Verbindung aus der Gruppe der Fettaldehyde, die in zwei konfigurationsisomeren Formen vorkommt.

## Vorkommen
2-Nonenal kommt in der Deutschen Schwertlilie und Citrus limon vor. trans-2-Nonenal [Synonym: (E)-Nonenal] ist die charakteristische flüchtige Geschmacksverbindung der Gurke. Sie kommt auch in Kartoffeln, Karottenwurzeln und Aprikosen und einigen weiteren Früchten und Naturprodukten vor und gilt als wichtige Komponente des Aromas gereiften Bieres. Die cis-Form [Synonym: (Z)-Nonenal] wurde in grünen Kaffeebohnen nachgewiesen. Der Geruch 2-Nonenals wird mit Veränderungen des menschlichen Körpergeruchs während des Alterns in Verbindung gebracht.

### Vorkommen von 2-Nonenal in Früchten (Auswahl)

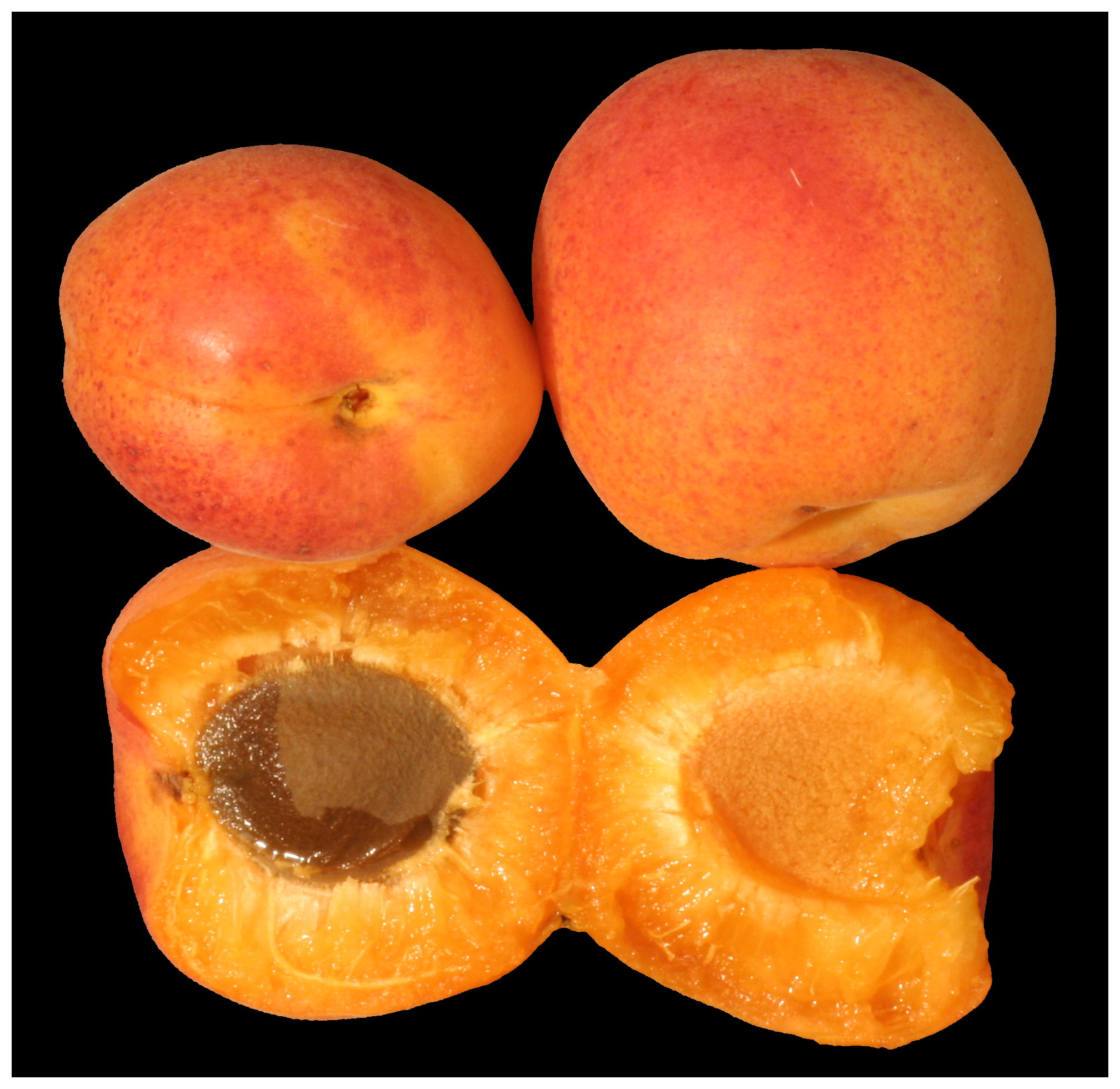
Aprikose
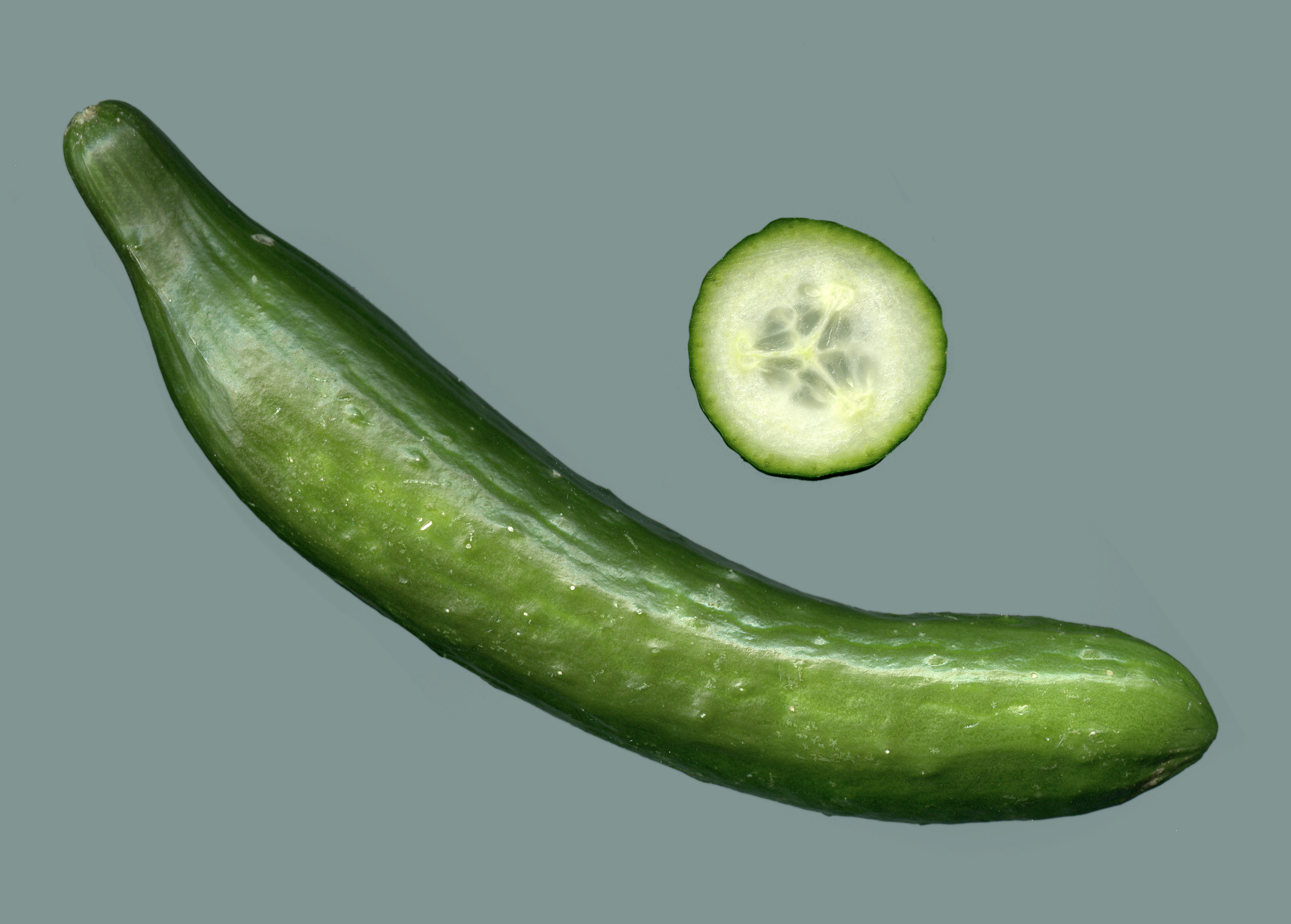
Gurke
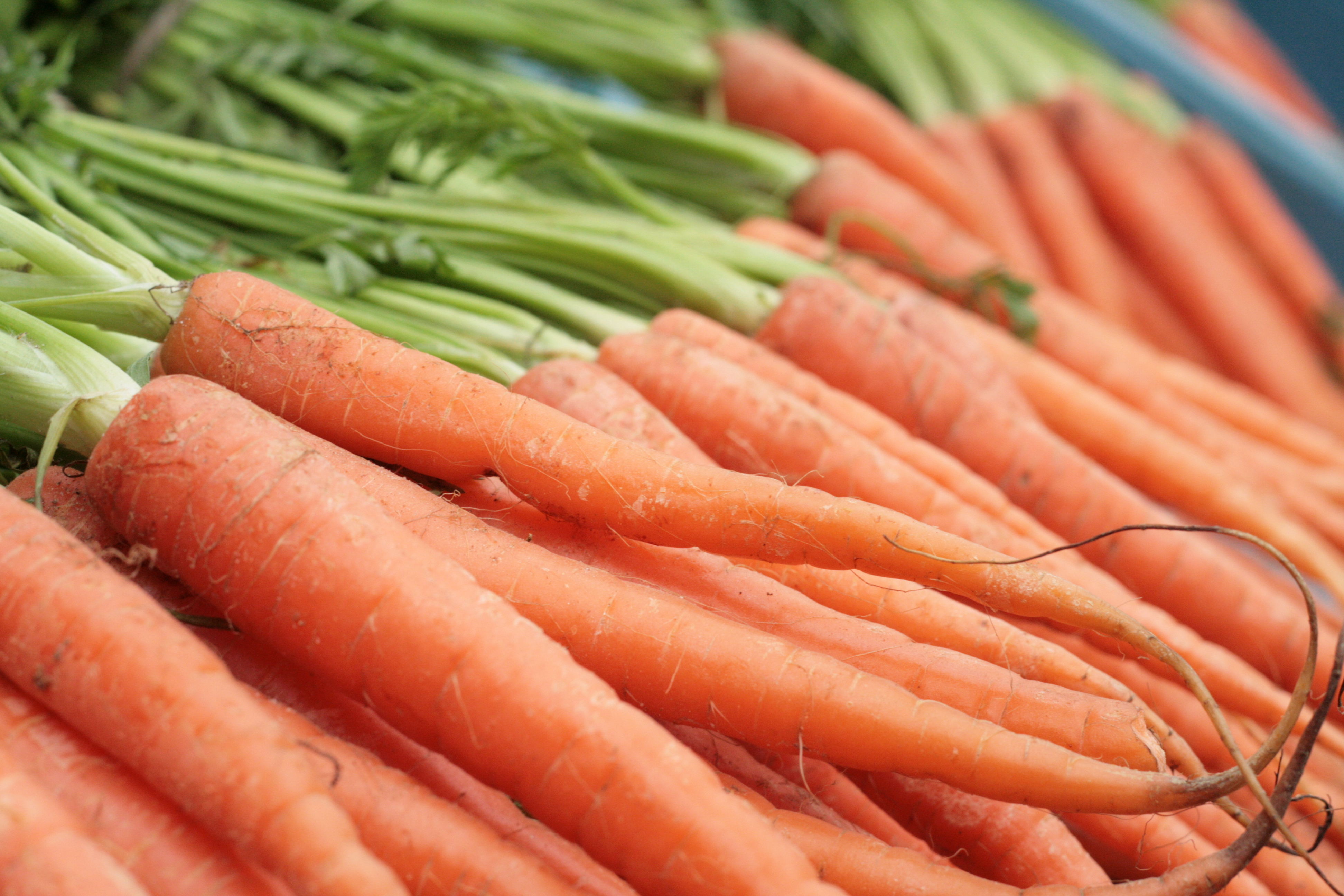
Karotte
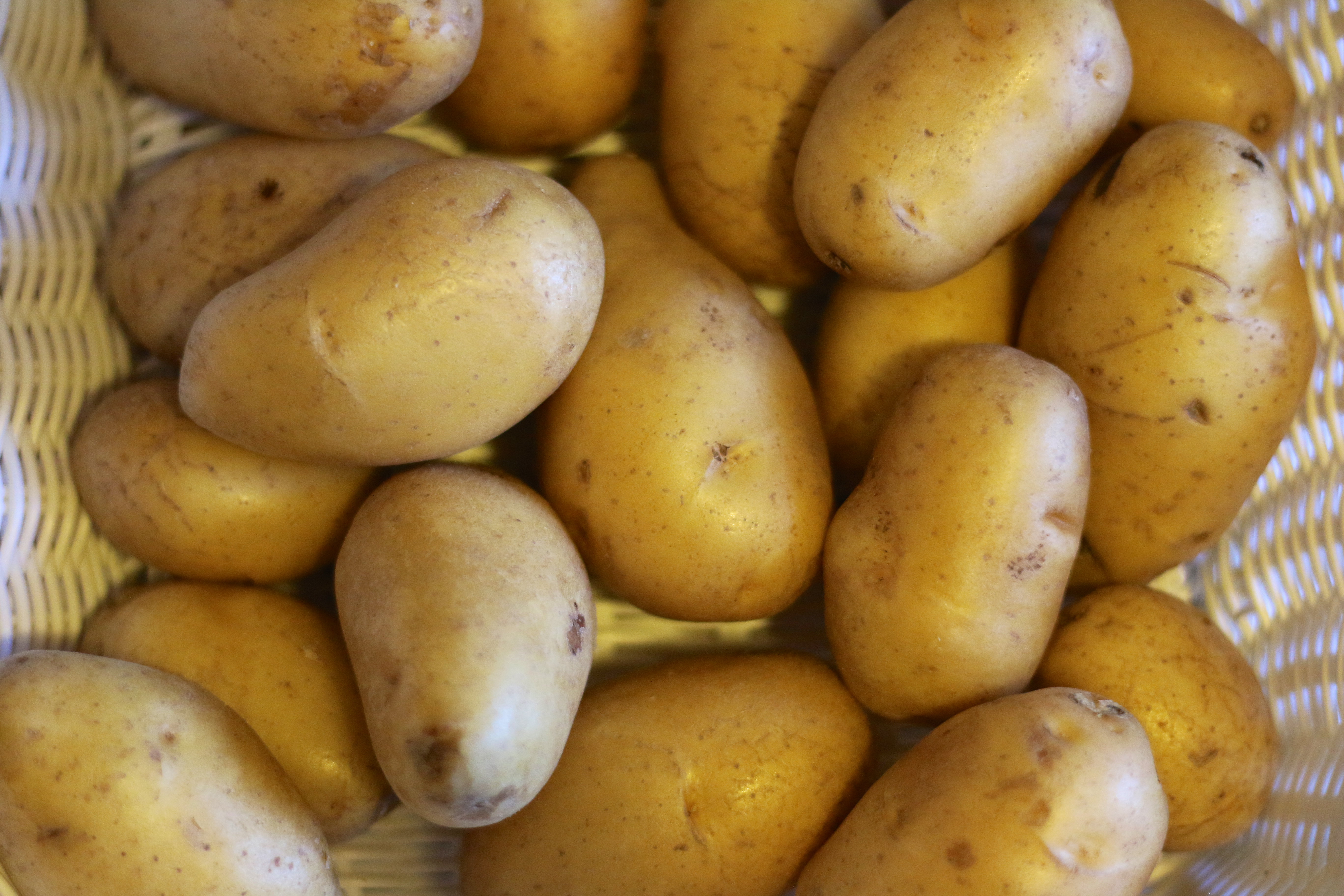
Kartoffel
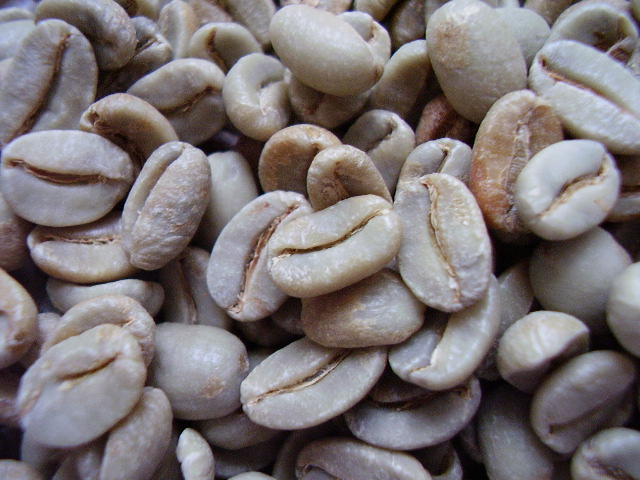
Rohkaffeebohnen

## Gewinnung und Darstellung
2-Nonenal kann durch Oxidation von 9,10,12-Trihydroxystearinsäure (Criegee-Reaktion) gewonnen werden. (E)-2-Nonenal kann aus Rizinusöl durch Ozonolyse in Essigsäure, gefolgt von der Reaktion des resultierenden Zwischenprodukts mit Toluolsulfonsäure oder anderen Verbindungen gewonnen werden.

## Eigenschaften
trans-2-Nonenal ist eine farblose Flüssigkeit, die praktisch unlöslich in Wasser ist. 2-Nonenal hat in konzentrierter Form einen sehr starken, durchdringenden, fettigen Geruch. Bei Verdünnung wird der Geruch als orrisartig (Schwertlilienwurzel), wachsartig und recht angenehm, sowie als an getrocknete Orangenschalen erinnernd beschrieben. Der Geschmack variiert mit der Konzentration. Sie oxidiert an der Luft leicht zu 2-Nonensäure.

## Verwendung
2-Nonenal wird als Aromastoff verwendet, wobei in der EU gemäß Anhang I, Teil A der Verordnung (EG) Nr. 1334/2008 nur die trans-Form (FL-Nummer 05.072) und die cis/trans-Mischung (FL-Nummer 05.171) zugelassen sind.